# Campeonato Mundial de Atletismo Júnior de 2014 - Arremesso de peso masculino
A prova do arremesso de peso masculino do Campeonato Mundial de Atletismo Júnior de 2014 ocorreu no dia 24 de julho em Eugene, nos Estados Unidos. 

## Recordes
Antes desta competição, os recordes mundiais e do campeonato nesta prova eram os seguintes:
|     | Nome       | Nacionalidade | Distância | Local     | Data                 |
| --- | ---------- | ------------- | --------- | --------- | -------------------- |
| WJR | Jacko Gill | Nova Zelândia | 23.00 m   | Auckland  | 18 de agosto de 2013 |
| CR  | Jacko Gill | Nova Zelândia | 22.20 m   | Barcelona | 11 de julho de 2012  |

## Medalhistas
| Ouro                    | Prata                   | Bronze             |
| Konrad Bukowiecki (POL) | Denzel Comenentia (NED) | Braheme Days (USA) |

## Cronograma
Todos os horários são locais (UTC-7).
| Data        | Hora  | Evento       |
| ----------- | ----- | ------------ |
| 24 de julho | 10:15 | Qualificação |
| 24 de julho | 18:05 | Final        |

## Resultados

### Qualificação
Qualificação: 19,25 m (Q) ou pelo menos melhor 12 qualificado (q) 
Grupo A
| Posição | Atleta                      | Nacionalidade  | Tentativas | Tentativas | Tentativas | Resultados | Notas |
| Posição | Atleta                      | Nacionalidade  | 1          | 2          | 3          | Resultados | Notas |
| ------- | --------------------------- | -------------- | ---------- | ---------- | ---------- | ---------- | ----- |
| 1       | Braheme Days                | Estados Unidos | x          | 19.61      |            | 19.61      | Q     |
| 2       | Mohamed Magdi Hamza Khalifa | Egito          | x          | x          | 19.55      | 19.55      | Q,    |
| 3       | Konrad Bukowiecki           | Polónia        | 18.70      | 19.30      |            | 19.30      | Q     |
| 4       | Henning Prüfer              | Alemanha       | 18.71      | x          | 19.14      | 19.14      | q     |
| 5       | Nace Pleško                 | Eslovénia      | x          | 19.05      | 18.25      | 19.05      | q     |
| 6       | Andrei Toader               | Roménia        | 18.43      | 18.83      | x          | 18.83      | q     |
| 7       | Valdivino dos Santos        | Brasil         | 18.45      | 18.01      | 18.30      | 18.45      |       |
| 8       | Pavlo Drach                 | Ucrânia        | 16.89      | 17.05      | 18.23      | 18.23      |       |
| 9       | Maurits Damsteegt           | Países Baixos  | x          | x          | 17.90      | 17.90      |       |
| 10      | Demir Kolarević             | Croácia        | x          | 17.35      | x          | 17.35      |       |
| 11      | Andrejs Samburs             | Letónia        | 15.39      | 17.24      | 16.94      | 17.24      |       |
| 12      | Mario Alberto Lozano        | México         | x          | 16.09      | 16.85      | 16.85      |       |
| 13      | Sebastiano Bianchetti       | Itália         | x          | x          | x          | NM         |       |

Grupo B
| Posição | Atleta                         | Nacionalidade  | Tentativas | Tentativas | Tentativas | Resultados | Notas |
| Posição | Atleta                         | Nacionalidade  | 1          | 2          | 3          | Resultados | Notas |
| ------- | ------------------------------ | -------------- | ---------- | ---------- | ---------- | ---------- | ----- |
| 1       | Mostafa Amr Ahmed Ahmed Hassan | Egito          | 19.84      |            |            | 19.84      | Q     |
| 2       | Patrick Müller                 | Alemanha       | x          | 19.38      |            | 19.38      | Q     |
| 3       | Denzel Comenentia              | Países Baixos  | 18.39      | 19.33      |            | 19.33      | Q     |
| 4       | Martin Marković                | Croácia        | 18.99      | 19.14      | 18.73      | 19.14      | q     |
| 5       | Osman Can Özdeveci             | Turquia        | 18.24      | x          | 19.12      | 19.12      | q     |
| 6       | Amir Ali Patterson             | Estados Unidos | 18.88      | 18.52      | x          | 18.88      | q     |
| 7       | Jan Parol                      | Polónia        | 18.38      | x          | 18.62      | 18.62      |       |
| 8       | Willy Vicaut                   | França         | 18.48      | 18.22      | x          | 18.48      |       |
| 9       | Nicolai Ceban                  | Moldávia       | 18.10      | x          | 18.15      | 18.15      |       |
| 10      | Alin Alexandru Firfirica       | Roménia        | x          | 17.51      | 17.55      | 17.55      |       |
| 11      | Julius Malotkinas              | Lituânia       | x          | x          | x          | NM         |       |
| 12      | Blaž Zupančič                  | Eslovénia      | x          | x          | x          | NM         |       |
| 13      | Gian Piero Ragonesi            | Itália         | x          | x          | x          | NM         |       |

### Final
A prova final foi realizada no dia 24 de julho às 18:05. 
| Posição           | Atleta                         | Nacionalidade  | Tentativas | Tentativas | Tentativas | Tentativas | Tentativas | Tentativas | Resultados | Notas           |
| Posição           | Atleta                         | Nacionalidade  | 1          | 2          | 3          | 4          | 5          | 6          | Resultados | Notas           |
| ----------------- | ------------------------------ | -------------- | ---------- | ---------- | ---------- | ---------- | ---------- | ---------- | ---------- | --------------- |
| Medalha de ouro   | Konrad Bukowiecki              | Polónia        | 21.17      | 22.06      | 22.01      | x          | x          | x          | 22.06      | WJL             |
| Medalha de prata  | Denzel Comenentia              | Países Baixos  | x          | 18.68      | 20.17      | x          | 18.90      | 19.16      | 20.17      | Recorde pessoal |
| Medalha de bronze | Braheme Days                   | Estados Unidos | 20.01      | x          | 19.28      | 19.25      | x          | x          | 20.01      |                 |
| 4                 | Mohamed Magdi Hamza Khalifa    | Egito          | 19.09      | 19.50      | 18.85      | x          | 19.69      | 19.85      | 19.85      | Recorde pessoal |
| 5                 | Osman Can Özdeveci             | Turquia        | 19.30      | 19.21      | 19.58      | 19.32      | x          | 19.07      | 19.58      | NJR             |
| 6                 | Martin Marković                | Croácia        | 18.75      | 19.18      | 19.57      | x          | x          | x          | 19.57      | Recorde pessoal |
| 7                 | Amir Ali Patterson             | Estados Unidos | 17.98      | 19.20      | 18.23      | 17.93      | 18.64      | 18.47      | 19.20      |                 |
| 8                 | Mostafa Amr Ahmed Ahmed Hassan | Egito          | 19.20      | x          | x          | x          | x          | x          | 19.20      |                 |
|                   |                                |                |            |            |            |            |            |            |            |                 |
| 9                 | Andrei Toader                  | Roménia        | 18.02      | 18.44      | 19.18      |            |            |            | 19.18      |                 |
| 10                | Nace Pleško                    | Eslovénia      | 19.15      | x          | 18.84      |            |            |            | 19.15      |                 |
| 11                | Henning Prüfer                 | Alemanha       | 18.26      | 19.01      | x          |            |            |            | 19.01      |                 |
| 12                | Patrick Müller                 | Alemanha       | x          | 19.00      | 18.98      |            |            |            | 19.00      |                 |

Legenda
| Recorde mundial       | Recorde mundial (World record)               |                       | Recorde africano                      | Recorde africano (African) |                                           | Q | Classificado por posição (Qualified) |
| Recorde do campeonato | Recorde do campeonato (Championship record)  | Recorde da América    | Recorde da América (Americas)         | q                          | Classificado por melhor tempo (Qualified) |   |                                      |
| Melhor marca do ano   | Melhor marca do ano (World leading)          | Recorde asiático      | Recorde asiático (Asian)              | DNS                        | Não largou (Did not start)                |   |                                      |
| Recorde nacional      | Recorde nacional (National record)           | Recorde europeu       | Recorde europeu (European)            | DNF                        | Não terminou (Did not finish)             |   |                                      |
| Recorde pessoal       | Recorde pessoal do atleta (Personal best)    | Recorde da Oceania    | Recorde da Oceania (Oceania)          | DSQ / DQ                   | Desclassificado (Disqualified)            |   |                                      |
| Recorde da temporada  | Recorde da temporada do atleta (Season best) | Recorde sul-americano | Recorde sul-americano (South America) | NM                         | Sem marca (No mark)                       |   |                                      |